# Александровка (Станично-Луганский район)
Алекса́ндровка (укр. Олександрівка) — село, относится к Станично-Луганскому району Луганской области Украины.

## История
После провозглашения независимости Украины село оказалось на границе с Россией, здесь был оборудован пограничный переход, который находится в зоне ответственности Луганского пограничного отряда Восточного регионального управления ГПСУ.
Население по переписи 2001 года составляло 236 человек.
18 февраля 2015 года по распоряжению Кабинета министров Украины пограничный переход был закрыт.

## Местный совет
93620, Луганська обл., Станично-Луганський р-н, с. Чугинка, вул. Шкільна, 4а  (укр.)